# Morgan Davies
Morgan Davies, född 27 november 2001, är en australisk skådespelare.
Davies har bland annat medverkat i TV-serierna The End från 2020 och One Piece från 2023. Han har även medverkat i filmen Evil Dead Rise från 2023.

## Filmografi (i urval)
- 2020 – The End (TV-serie)
- 2023 – One Piece (TV-serie)
- 2023 – Evil Dead Rise